# Shinnosuke Nakatani
Shinnosuke Nakatani (中谷 進之介 Nakatani Shinnosuke?), född 24 mars 1996 i Chiba prefektur, är en japansk fotbollsspelare som spelar för Nagoya Grampus.

## Klubbkarriär
Nakatani började sin karriär 2014 i Kashiwa Reysol. Han spelade 76 ligamatcher för klubben. 
I juni 2018 värvades Nakatani av Nagoya Grampus.

## Landslagskarriär
Nakatani debuterade för Japans landslag den 30 mars 2021 i en 14–0-vinst över Mongoliet, där han blev inbytt i den 63:e minuten mot Maya Yoshida.